# زغبورة رفيعة الصمام
زغبورة رفيعة الصمام (الاسم العلمي:Stigmella angustivalva) هي نوع من الحشرات تتبع جنس الزغبورة من فصيلة السليلات.